# Truth (伊藤由奈の曲)
「Truth」（トゥルース）は、伊藤由奈がREIRA starring YUNA ITO名義で発売した6枚目のシングル。2006年12月6日発売。発売元はソニー・ミュージックレコーズ。

## 解説
- 実質、アルバム『HEART』の先行シングルとなる。
- 表題曲「Truth」とカップリング曲「Take Me Away」は、原作マンガとともに社会現象を巻き起こした映画「NANA -ナナ-」の続編である「NANA 2」の劇中歌に起用されている。伊藤由奈は前作に引き続き、「芹澤レイラ」役で同映画に出演し、両曲を劇中で披露している（ちなみに、劇中で小松奈々が使った携帯の着信音は「Take Me Away」の着うた）。
- プロモーションビデオは3作連続で久保茂昭監督が担当（PVは、1stアルバム『HEART』に収録されている）。プロモーションビデオの撮影はイギリスのスコットランドで行った。
- 後に、作曲を担当した後藤康二が「ck510 SOFA Listening」にてセルフカバー。

## 収録曲
1. Truth
（作詞：田久保真見、山本成美／作曲：後藤康二／編曲：HΛL／ストリングスアレンジ：Noriko Nakagawa）
2. Take Me Away
（作詞：EMI K. Lynn／作曲：北野正人／編曲：CMJK）
3. ENDLESS STORY -Little Big Bee Lovespell Remix-
（リミックス：Little Big Bee）
4. Truth -Instrumental-